# Frankenstein-terv
A Frankenstein-terv című drámát Mary Shelley regénye alapján Bíró Yvette és Mundruczó Kornél írta. A darab ősbemutatója 2007-ben volt, Mundruczó Kornél rendezésében, 2009-es alapítása óta pedig a Proton Színház játssza Magyarországon és külföldön egyaránt. Az előadás a „szörny” és „teremtője” viszonyát állítja a középpontba, rávilágítva az emberek mássághoz, abnormálishoz való kapcsolatára, bemutatva a 21. századi társadalom működési zavarait is, az idő múlásával alkalmazkodva az abban történő változásokra.
2010-ben a színházi produkció nyomán Mundruczó Kornél Szelíd teremtés – A Frankenstein-terv címmel filmet is készített a Frankenstein-adaptációból.

## Szerepek
- Viktória - helyiségtulajdonos, a fiú anyja

játsszák: Monori Lili / Spolarics Andrea
- Frank Viktor - filmrendező

játssza: Rába Roland
- Magda - Viktória alkalmazottja

játsszák: Mezei Kinga / Wéber Kata / Tóth Orsi
- Argyelán Péter - Viktória férje

játssza: Derzsi János
- Rendőr - aki a nyomozást vezeti

játsszák: Spolarics Andrea / Terhes Sándor
- Natasa - Viktor asszisztense

játssza: Stork Natasa
- Rudolf - a fiú, Viktória és Viktor fia

játsszák: Frecska Rudolf / Nagy Zsolt / Orth Péter
- Argyelán Tünde - Argyelán Péter lánya, Viktória mostohalánya

játssza: Kiss Ágota

## A történet
A színdarab ketté választja az eredeti mű Viktor Frankensteinjét, a feltaláló figuráját anyává és apává, az azonosulás lehetősége miatt, hiszen a szülő-gyerek viszony mindenki számára átélhető. A fiút a szülei két éves korában intézetbe adták, de a véletlen úgy alakítja, hogy visszajön, hogy találkozzon az anyjával. Ekkor egy castingba csöppen, ahol a válogató filmrendező az ő arcában és tekintetében fedez fel valami olyasmit – annak ellenére, hogy más jelentkezőkkel ellentétben egyáltalán nem igyekszik, – mégis, ami miatt megszállottan kezd érdeklődni iránta. Aztán a cselekmény előrehaladtával, mint a regényben, gyilkosság gyilkosságra halmozódik.
A fiú nem eredendően rossz. Ahogy a regényben, a Frankenstein-terv is azt vizsgálja, hogy az alkotó és az alkotott milyen viszonyban van egymással. A történet néhol megmutatja a klasszikus rém-romantika jellemzőit: egy belső utazás, önismereti felvetés.

## A drámáról
2007-ben Mundruczó Kornél alkotása szakított a felelőtlen tudós és fércelt arcú szörnyetege közti morális hajszát feldolgozó hagyománnyal. Az először az Orczy-kert fái alatt megbújó lakókonténerben játszott történet egy éppen castingot tartó filmrendező, F. Viktor és egyik, ellenszegülő „teremtménye”, a Fiú közötti feszültségen alapszik, azaz a regény filozófiája felől közelíti meg a Frankenstein-történetet.
A Frankenstein-terv legelső verziója egy filmszinopszis volt, abból készült a színdarab és aztán azt írták vissza filmre.
Már 2007-ben, a Bárka Színházzal játszott előadásban is – akkor még amatőrszínészként – Frecska Rudolf játszotta a főszerepet (a Fiú), Monori Lili pedig az édesanyját. Kettőjükből állt össze, íródott meg a történet, Mundruczó Kornél ötlete alapján, Bíró Yvette segítségével, akit a rendező-író az írás folyamata alatt rendszeresen látogatott párizsi otthonában. A Magda nevű 17 éves karaktert kezdetben Mezei Kinga játszotta, aki akkor a Bárka Színház társulati tagja volt.
Ágh Márton fülkékre osztotta a díszletet. Célja az volt, hogy a tér nagyon egyszerű és igaz legyen, amit mindenki ismer, de közben erős atmoszférát is hordoz és a konténer ilyen volt. Bár van primer jelentése, közben egy stilizált világ is felépíthető belőle, amit a színészek töltöttek meg valósággal. Ebben a szűkített térben helyet foglaló közönséget is bevonja passzív vagy aktív résztvevőkként a színházi kerettörténet. Így például konkrét szerepük a fikció világában, hogy egy casting közönségét vagy résztvevőit alkotják, majd egy gyilkosság (szem)tanúiként vannak jelen.
Az előadásban keverednek a műfaji határok: filmes elemek éppúgy megjelennek benne mint a krimi, a politikai mese, a melodráma jellemzői.

## Díjak
- Legjobb előadás – VIII. Pécsi Országos Színházi Találkozó 2008.[10]
- Legjobb női főszereplő: Monori Lili – VIII. Pécsi Országos Színházi Találkozó 2008.[10]
- A közönségzsűri díja – VIII. Pécsi Országos Színházi Találkozó 2008.[10]
- Különdíj – 44. BITEF Fesztivál 2010. Belgrád, Szerbia[11]

## Vendégszereplések
- Festival Premiéres 2008. Strasbourg, Franciaország
- VIII. Pécsi Országos Színházi Találkozó 2008.
- Neue Stücke aus Europa 2008. Wiesbaden, Németország
- Nyitrai Nemzetközi Színházi Fesztivál 2008. Nyitra, Szlovákia
- Temps d’Images Fesztivál, La Ferme du Buisson 2008. Párizs, Franciaország
- dunaPart – Kortárs Előadóművészeti Platform 2008. Budapest
- Krakowskie Reminiscencje Teatralne 2009. Krakkó, Lengyelország
- KunstenFestivalDesArts 2009. Brüsszel, Belgium
- Bécsi Ünnepi Hetek 2009. Bécs, Ausztria
- Mladi Levi Fesztivál 2009. Ljubljana, Szlovénia
- Naujosios Dramos Akcija 2009. Vilnius, Litvánia
- Homo Novus 2009. Riga, Lettország
- Festival de Keuze 2009. Rotterdam, Hollandia
- 20. Európai Kulturális Napok 2010. Karlsruhe, Németország
- 44. BITEF Fesztivál 2010. Belgrád, Szerbia
- Bo:m Fesztivál 2011. Szöul, Dél-Korea
- Santarcangelo Fesztivál 2011. Santarcangelo, Olaszország
- F.I.N.D. 2013. Berlin, Németország
- Pécsi Nemzeti Színház 2014.
- Transitions Central Europe Fesztivál, Onassis Cultural Centre 2015. Athén, Görögország
- Santiago a Mil Nemzetközi Színházi Fesztivál, 2017. Chile[12][13]